# 宗願寺 (古河市)
宗願寺（そうがんじ）は、茨城県古河市中央町二丁目（西鷹匠町）にある浄土真宗本願寺派の寺院。山号を足立山、院号を野田院という。

## 歴史
鎌倉時代の建保5年（1217年）、親鸞二十四輩の一人・西念が開山。はじめは武蔵国足立郡野田にあったが戦火で焼失し、慶長2年（1597年）、了念が現在地に再興した。
明治44年（1911年）2月、田中正造が請願書執筆のために宿泊。当時の古河町には数多くの支援者がいたが、この寺の住職・井上宗観もその一人であった。
昭和52年（1977年）10月に死去した小説家および文学研究者の和田芳恵の墓碑があり、「静、寂」と刻まれている。和田はこの寺で読売文学賞受賞作の「接木の台」や自伝抄を執筆した。

## 文化財
- 木造　親鸞上人像：　親鸞45歳の像と言い伝わる[1]。1躯。像高48cm。寄木造・檜材・彫眼。作風から室町時代はじめのものと考えられている。茨城県指定文化財（彫刻）。[4] [5]
- 木造　阿弥陀如来立像：　1躯。像高66cm。寄木造・檜材・彫眼・漆箔。上品下生の来迎印を結んで蓮台に立つ。寺では恵心僧都の作と伝わるが、室町時代末期の作と考えられている。[6]

## 交通
- 鉄道
  - JR宇都宮線（東北本線）古河駅西口から徒歩11分（約0.9km）、市内観光用無料レンタル自転車「コガッツ」利用可[7]
  - 東武日光線新古河駅東口から徒歩24分（約1.9km）